# Gaby Warouw
Gabriela Margareth Warouw, née le 8 avril 1998 à Jakarta, est une chanteuse et actrice indonésienne, ancienne membre du groupe JKT48 de 2011 à 2022.

## Filmographie sélective

### Cinéma
- 2014 : Gaby dans Viva JKT48 (id) de Awi Suryadi
- 2022 : Vanessa dans Kalian Pantas Mati (id) de Ginanti Rona[2]